# Leonardo Sierra
Leonardo Sierra Sepúlveda (Santa Cruz de Mora, Mérida, 10 de octubre de 1968) es un exciclista venezolano. 
Profesional de 1989 a 1995 siempre en equipos italianos, destacó en las carreras italianas ganando el Giro del Trentino, el Giro del Friuli, el G. P. Industria y Comercio de Prato y una etapa del Giro de Italia 1990. Se clasificó décimo de esa edición y séptimo en la clasificación general del Giro de Italia 1991. Ganó también la Vuelta al Táchira (1993) y ha sido tres veces campeón de Venezuela en ruta, de 1991 a 1993.

## Palmarés
1987
- Vuelta al  estado Trujillo

1988
- 1 etapa de la Vuelta al Táchira
- 3.º en el Campeonato Panamericano en Ruta

1990
- 1 etapa del Giro de Italia
- Giro del Friuli
- 1 etapa del Giro di Puglia

1991
- Campeonato de Venezuela de Ciclismo en Ruta
- 4 etapas de la Vuelta al Táchira
- Giro del Trentino, más 1 etapa

1992
- Campeonato de Venezuela de Ciclismo en Ruta
- G. P. Industria y Comercio de Prato

1993
- Campeonato de Venezuela de Ciclismo en Ruta
- Vuelta al Táchira, más 4 etapas
- 1 etapa del GP Café de Colombia

## Resultados en las grandes vueltas

### Tour de Francia
- 1993 : 34.º
- 1995 : 50.º

### Giro de Italia
- 1990 : 10.º, ganador de una (1) etapa
- 1991 : 7.º
- 1992 : abandono
- 1993 : 39.º
- 1994 : 63.º

### Vuelta a España
- 1995 : descalificado durante la cuarta etapa por tener una pelea con Ramón González Arrieta